# پوگورزلا
پوگورزلا (به لاتین: Pogorzela) یک شهر و گمینا در لهستان است که در گمینا پوگوژلا واقع شده‌است. پوگورزلا ۴٫۳۴ کیلومتر مربع مساحت و ۱٬۹۷۴ نفر جمعیت دارد.